# 原田志
原田 志（はらだ こころざし、1976年5月5日 - ）は、大阪府出身の日本の俳優。

## 略歴
- 2014年、株式会社neuに所属。

## 出演作品

### 舞台
- 『ハイエナ』　沢井正棋プロデュース公演（2014年）
- 『図々しいZOO』　ブレイクアレッグプロデュース公演（2012年）
- 『風　KAZE2012』　劇団PATHOS PACK公演（2012年）
- 『桃天紅』wat mayhem公演（2011年）
- 『GHOST IN THE BOX!!』　劇団PEACE公演（2011年）
- 『カフェ　アオギリスタン』　劇団PATHOS PACK公演（2010年）
- 『リライト』劇団パンチドランカー公演（2010年）
- 『パンク侍、斬られて候』中之島演劇祭　wat mayhem公演（2010年）
- 『パンク侍、斬られて候』wat mayhem公演（2006年）
- 『獅子の嗣子　～月華～』リリパットアーミー公演（2000年）